# Enriqueta
Enriqueta ist ein spanischer weiblicher Vorname, die weibliche Form von Enrique. Enriqueta entspricht dem deutschen Vornamen Henriette.

## Verbreitung
Im deutschen Sprachraum kommt der Name selten vor. In der Schweiz tragen 22 Personen den Namen (Stand 2023). Der Name lag in Spanien zwischen den 1920er und 1940er Jahren in den Top-100. Danach ging seine Popularität stetig zurück. Seit den 1970er Jahren ist er nicht mehr in den Top-500. In Spanien tragen 12.904 Jungen den Namen (Stand 2023). In den USA wurde der Name von 1930 bis zur Jahrtausendwende fast jedes Jahr bei der Namenswahl berücksichtigt. Seitdem wird er nur noch selten vergeben. Von 1930 bis 2023 wurden etwa 1.200 Jungen so genannt. Der Name befand sich nur im Jahr 1925 in den Top-1000. Die Vergabe ist auch in Frankreich nachgewiesen.

## Namensträgerinnen
- Enriqueta Estela Barnes de Carlotto (* 1930), argentinische Menschenrechtlerin
- Enriqueta Basilio (1948–2019), mexikanische Leichtathletin
- Enriqueta Compte i Riqué (1866–1949), uruguayische Pädagogin, Frauenrechtlerin und Hochschullehrerin
- Enriqueta Favez (≈1791–1856), Schweizer Ärztin
- Enriqueta Garreta i Toldrà (1907–1971), katalanische klassische Pianistin und Musikpädagogin
- Eugenia Enriqueta Kalnay (1942–2024), argentinische Meteorologin und Hochschullehrerin
- Enriqueta Martí (1868–1913), spanische Prostituierte und Hexenheilerin, angebliche Serienmörderin, Kidnapperin und Zuhälterin von Kindern
- Enriqueta Martín Ortiz de la Tabla (1892–1984), spanische Hochschullehrerin und Bibliothekswissenschaftlerin
- Ana Enriqueta Petit Marfan (1894–1983), chilenische Malerin, siehe Henriette Petit
- Enriqueta Pinto (1817–1904), First Lady von Chile, Ehefrau des Präsidenten Manuel Bulnes
- Enriqueta Tarrés (1934–2024), spanische Opernsängerin (Sopran)
- Ana Enriqueta Terán (1918–2017), venezolanische Dichterin